# João Paulo Santos Costa
João Paulo Santos da Costa (sinh ngày 2 tháng 2 năm 1996) là một cầu thủ bóng đá người Bồ Đào Nha thi đấu ở vị trí thủ môn cho Porto B.

## Sự nghiệp
Ngày 3 tháng 10 năm 2015, Costa có màn ra mắt cho Porto B trong trận đấu tại Giải bóng đá hạng nhất quốc gia Bồ Đào Nha 2015–16 trước Olhanense.

## Danh hiệu
Porto B
- Giải bóng đá hạng nhất quốc gia Bồ Đào Nha: 2015–2016